# Maraton Franja
Maraton Franja är ett cykellopp för motionärer i Slovenien. Det har arrangerats sedan 1982 och dess längd är 156 km och över den sträckan avverkas ungefär 1000 höjdmeter. 

## Historia
Maraton Franja kom till genom ett samarbete mellan Zvone Zanoškar ordföranden för cykelsällskapet ROG (Sl: Kolesarska društva ROG) och Tone Fornezzi - Tof journalist vid tidningen Dnevnik. Vid det första loppet deltog 700 cyklister och delar av rutten var ännu inte asfalterade, utan bestod av grusväg. Vid starten för den tredje upplagan deltog doktor Franja Bojc Bidovec, som lånat sitt namn åt partisansjukhuset och på så sätt indirekt till loppet och hälsade och lyckönskade cyklisterna. Genom åren har fler kända slovenska och jugoslaviska professionella cyklister deltagit tillsammans med amatörer och loppet har kommit att bli en institution i slovenska cyklisters kalender. 2002 ändrades formatet något och en kortare version började hållas samtidigt som man såg ett deltagarrekord på 1900 cyklister. 2010 deltog i alla aktiviteter sammanlagt 5788 personer från 12 olika länder och sedan 2011 är Maraton Franja en del av UCI World Tour för amatörer.

## Sträcka
Genom namnet och rutten skulle loppet högtidlighålla minnet av partisansjukhuset Franja. Loppet startar och slutar i Ljubljana och går genom Vrhnika, Logatec, Idrija, Cerkno, Kladje (Som utgör loppets högsta punkt på 787 m ö.h.) och Škofja Loka. Det finns också en kortare version känd som lilla Maraton Franja som bara är 97 km lång och som går via Dobrova, Horjul, Lucine och Škofja Loka.